# خان‌خونغور
شهرستان خان‌خونغور (به زبان مغولی: Ханхонгор сум، [Xanxongor sum]؛ ᠬᠠᠩ ᠬᠣᠩᠭ᠋ᠤᠷ ᠰᠤᠮᠤ، [qaŋ qoŋɣur sumu]) یک شهرستان (سُوم) در مغولستان است که در استان اومنوغوبی واقع شده‌است. خان‌خونغور ۹٬۹۳۱ کیلومتر مربع مساحت دارد.

## تقسیمات اداری
شهرستان خان‌خونغور متشکل از ۴ قصبه (باغ) می‌باشد، شامل:
- اوگومور (مغولی: Өгөөмөр баг، [Ögöömör bag]؛ ᠥᠭᠭᠢᠶᠡᠮᠦᠷ ᠪᠠᠭ، [öggiyemür baɣ])
- جارغالانت (مغولی: Жаргалант баг، [Žargalant bag]؛ ᠵᠢᠷᠭᠠᠯᠠᠩᠲᠤ ᠪᠠᠭ، [jirɣalaŋtu baɣ])
- خوندوت (مغولی: Хондот баг، [Xondot bag]؛ ᠬᠣᠨᠳᠤᠲᠤ ᠪᠠᠭ، [qondutu baɣ])
- مانداخ (مغولی: Мандах баг، [Mandax bag]؛ ᠮᠠᠨᠳᠤᠬᠤ ᠪᠠᠭ، [manduqu baɣ])